# Shadwell (Londyn)
Shadwell – dzielnica Londynu, leżąca w gminie London Borough of Tower Hamlets. W 2011 dzielnica liczyła 15 110 mieszkańców.